# 八美镇
八美镇，是中华人民共和国四川省甘孜藏族自治州道孚县下辖的一个乡镇级行政单位。

## 行政区划
八美镇下辖以下地区：
八美镇社区、曲尔村、莎江村、中谷村、少乌村、卡马村、河垭村、志麦通村和下瓦西村。

## 交通
- 350国道过境。